# Ioan Romulus Joca
Ioan Romulus Joca (n. 18 martie 1950, Cluj-Napoca) este un fost deputat român în legislatura 1992-1996, ales în județul Constanța pe listele Partidlui Alianței Civice. Ioan Romulus Loca este de profesie medic. Ioan Romulus Joca a devenit deputat neafiliat din luna martie 1995.